# Keude Geudong
Keude Geudong is een bestuurslaag in het regentschap Aceh Utara van de provincie Atjeh, Indonesië. Keude Geudong telt 1217 inwoners (volkstelling 2010).